# 杜克維爾 (北卡羅萊納州)
杜克維爾（英語：Dukeville）是位於美國北卡羅萊納州羅恩縣的非建制地區。

## 地理
杜克維爾所處的海拔為高於海平面200米（即656英呎），而該地所採用的時區為UTC-5，即北美东部时区（EST）。同時該地設有夏令時間，為UTC-5調快一小時，即UTC-4（EDT）。